# Louis Leubas
Louis Leubas, o Lebas (Gorgier, 23 dicembre 1869 – Aiguines, 18 agosto 1932), è stato un attore francese.

## Biografia
Attore di teatro, venne notato durante uno spettacolo di vaudeville da Léonce Perret che lo fece recitare per lo schermo in un ruolo di banchiere in Main de fer contre la bande aux gants blancs. Un altro ruolo di banchiere lo porterà al successo, impersonando il corrotto Favraux nel serial Judex di Louis Feuillade.
Con Feuillade aveva già girato Les Vampires, interpretando due ruoli: quello di padre Silence, personaggio che appare unicamente nel terzo episodio, e quello di Satanas, il nuovo capo dei Vampiri negli ultimi episodi del serial.
Loubas al cinema si divideva tra Feuillade e Léonce Perret, con cui girò L'Enfant de Paris. Altri registi che lo diressero furono Jean Durand e Charles Burguet, ma la sua carriera cinematografica finì nel 1922.

## Filmografia
- Main de fer contre la bande aux gants blancs, regia di Léonce Perret (1912)
- Le Mystère des roches de Kador, regia di Léonce Perret (1912)
- La Force de l'argent, regia di Léonce Perret (1913)
- La Vengeance du sergent de la ville, regia di Louis Feuillade (1913)
- L'Enfant de Paris, regia di Léonce Perret (1913)
- L'Intruse, regia di Louis Feuillade (1913)
- Main de fer et l'évasion du forçat de Croze, regia di Léonce Perret (1913)
- Ces demoiselles Perrotin, regia di Léon Poirier (1914)
- La Main de l'autre, regia di Maurice Mariaud (1914)
- La Voix de la patrie, regia di Léonce Perret (1914)
- Le Coffret de Tolède, regia di Louis Feuillade (1914)
- Le Roman d'un mousse, regia di Léonce Perret (1914)
- Les Lions dans la nuit, regia di Jean Durand (1914)
- L'Intègre, regia di René Le Somptier (1914)
- Tu n'épouseras jamais un avocat, regia di Louis Feuillade (1914)
- L'Énigme de la Riviera, regia di Léonce Perret (1915)
- Les Vampires, regia di Louis Feuillade (1915)
- Son or, regia di Louis Feuillade (1915)
- Judex, regia di Louis Feuillade (1916)
- La Fiancée du diable, regia di Léonce Perret (1916)
- L'Aventure des millions, regia di Louis Feuillade (1916)
- Le Malheur qui passe, regia di Louis Feuillade (1916)
- Un mariage de raison, regia di Louis Feuillade e Léonce Perret (1916)
- Herr Doktor, regia di Louis Feuillade (1917)
- Déserteuse!, regia di Louis Feuillade (1917)
- La Fugue de Lily'', regia di Louis Feuillade (1917)
- La Nouvelle Mission de Judex, regia di Louis Feuillade (1917)
- L'autre, regia di Louis Feuillade (1917)
- Le Bandeau sur les yeux, regia di Louis Feuillade (1917)
- Le Passé de Monique, regia di Louis Feuillade (1917)
- Mon oncle, regia di Louis Feuillade (1917)
- Impéria, regia di Jean Durand (1918)
- Les Petites Marionnettes, regia di Louis Feuillade (1918)
- Tih Minh, regia di Louis Feuillade (1918)
- Vendémiaire, regia di Louis Feuillade (1918)
- L'Engrenage, regia di Louis Feuillade (1919)
- L'Énigme, regia di Louis Feuillade (1919)
- L'Homme sans visage, regia di Louis Feuillade (1919)
- Judith, regia di Georges Monca e Rose Pancini (1922)
- La Bâillonnée, regia di Charles Burguet (1922)